# Макрей, Колин
Колин Стил Макрей MBE (англ. Colin Steele McRae; 5 августа 1968, Ланарк, Шотландия — 15 сентября 2007, Ланарк, Шотландия) — шотландский раллийный гонщик, сын пятикратного чемпиона Великобритании по ралли Джимми Макрея и старший брат профессионального раллийного пилота Алистера Макрея.
Чемпион мира по ралли 1995 года, второй призёр в чемпионатах 1996, 1997 и 2001 годов, третий в 1998 году. Чемпион Шотландии по ралли 1991—1992 года.
Он помог Subaru стать всемирно известной маркой и заработать ей победу в зачёте марок в 1995, 1996, 1997 годах, также помог победить команде Citroën в 2003-м. В 1996 году Макрей стал членом ордена Британской империи (MBE).
Быстрейший автогонщик планеты 1998 года. Признан самым зрелищным, знаменитым и узнаваемым чемпионом по авторалли.
До октября 2022 года Колин на протяжении 27 лет оставался самым молодым чемпионом мира по ралли за всю историю, пока его рекорд не превзошёл Калле Рованперя.

## Биография

### Карьера
Колин Макрей начал свою карьеру раллийного гонщика в 1986 году, пилотируя Talbot Sunbeam. С самого начала выступлений в чемпионате Шотландии по ралли он получил известность за свою скорость и захватывающий стиль вождения. Многие сравнивали стиль Макрея с пилотированием Ари Ватанена, известного финского раллийного гонщика, которого МакРей называл своим кумиром. Вскоре он пересел за руль Vauxhall Nova, а затем — на Ford Sierra XR 4x4. В начале своей гоночной карьеры молодой Макрей имел прозвище «Маккрэш» за частые аварии, причиной которых был авантюрный стиль езды. До самого конца своей карьеры он не менял манеру езды  - "тапок в пол" или "газ до отказа" как он сам выражался.
Колин впервые выступил на чемпионате мира по ралли (WRC) в 1987 году в Ралли Швеции, пилотируя Vauxhall Nova, а в следующий раз — в 1989 он занял пятое место в Ралли Новой Зеландии на Sierra Cosworth. В 1991 он присоединился к команде Продрайв, выступавшей на Subaru на Ралли Великобритании. В 1992 году провёл две гонки в британском кольцевом чемпионате BTCC за Продрайв на BMW 318is.
Впервые выиграл ралли этап WRC в 1993 году — Ралли Новой Зеландии, пилотируя Subaru Legacy. МакРею потребовалось лишь два года (с 1993), чтобы получить титул чемпиона мира 1995 года во время завершающего этапа сезона на Ралли Великобритании, обойдя дважды чемпиона мира Карлоса Сайнса из своей же команды показав тем самым большую волю к победе. В последующие годы Колин становился победителем в таких гонках, как Ралли Акрополис, Ралли Сафари и Ралли Корсики, на чемпионатах мира Колин Макрей занимал вторые места в 1996 и 1997 годах, в обоих случаях проигрывая Томми Мякинену. В 1997 году Макрею не хватило всего одного очка, чтобы во второй раз стать чемпионом: шотландец выиграл подряд три последние гонки сезона, но на последнем этапе Мякинен сумел заработать так необходимое одно очко за шестое место и защитил титул чемпиона мира. По регламенту, в случае равенства очков, титул присуждался гонщику с наибольшим количеством побед: Макрей имел в своём активе 5 побед, а Мякинен — 4. В первую очередь, благодаря выступлениям Макрея, команда Subaru первенствовала в зачёте производителей чемпионата мира по ралли. В своём последнем сезоне за эту команду в 1998 году он выиграл три ралли и занял третье место в WRC, а также стал победителем гонки Чемпионов. В дальнейшей карьере с 1999 года Колин принял решение перейти в новую на тот момент заводскую команду «Ford Focus» став при этом самым высокооплачиваемым раллистом планеты. При этом он принял активное участие в разработке и постройке болида для мирового ралли. Следом за ним в M-Sport перешел и  Карлос Сайнс они выступали за эту команду в паре до сезона 2003 года. С начала сезона 2003 года Колин принял решение перейти в команду от марки Citroën где вместе с Себастьеном Лёбом продолжает совершенствовать болид на базе Citroën Xsara тем самым еще выше поднимая планку высокооплачиваемых гонщиков планеты. В 2004 году команда Citroën принимает решение не продлевать контракт с Колином, и тогда МакРей отправляется на соревнования 24 часа Ле-Мана где занимает 3 место в своем классе в общем зачете. Далее он и Ари Ватанен участвуют в  ралли «Париж-Дакар» два года подряд за команду "Nissan nismo". По возвращении с соревнований Колин МакРей начинает тестировать и совершенствовать обновленный болид от Škoda Auto и даже принимает участие в части двух этапов ралли чемпионата мира 2006 года, где за рулем Fabia показывает неплохие результаты.

### Смерть
15 сентября 2007 года примерно в 16:10 по местному времени вертолёт Eurocopter Ecureuil, зарегистрированный под номером G-CBHL и принадлежавший Колину МакРею, потерпел крушение в полутора километрах севернее Ланарка (Шотландия), недалеко от дома Макрея. Его агент Жан-Эрик Фредиджер заявил, что вертолётом управлял сам МакРей. На следующий день полиция подтвердила, что на борту был сам известный гонщик со своим пятилетним сыном Джонни и двумя друзьями семьи — Грэмом Дунканом и шестилетним Беном Порселли, школьным товарищем Джонни. Все они скончались от полученных травм на месте крушения.
Официальный сайт www.colinmcrae.com Колина Макрея вскоре после этого был закрыт, а на его месте появилась мемориальная страница, на которой были опубликованы некоторые факты о катастрофе. Позже на этой странице отец Колина, Джимми, написал послание от имени всей семьи. К 21 сентября книга соболезнований насчитывала свыше 50,7 тыс. записей.
Похороны Колина и Джонни прошли в узком семейном кругу, а поминальная служба для всех соболезнующих была устроена 30 сентября в 16:00 на Хай-стрит в Ланарке. Проститься с величайшим гонщиком пришло более 25 тыс. человек, среди них были знаменитые спортсмены, звёзды и актёры.
По состоянию на 2018 год причина крушения вертолёта точно не установлена, расследование находится в тупике по причине отсутствия улик и свидетелей момента аварии. Происшествие внесено в базу AAIB с пометкой "Причина аварии не может быть установлена" а из-за полного разрушения вертолета и пожара невозможно исключить техническую неисправность систем управления. На месте происшествия была обнаружена видеокамера, которая запечатлила часть полёта вертолёта. На записи видно, что за несколько минут до крушения вертолёт летел быстро и на малой высоте. Также полиция заявила, что у Макрея была на 6 месяцев просрочена лицензия, позволяющая управлять вертолётом - со слов экспертов это конечно является нарушением, но не могло повлиять на исход т.к. инструктор по полетам, который принимал аттестацию у Колина под присягой в суде заявил что Макрей был одним из лучших его учеников, имел высокую квалификацию и большой опыт полетов, а в деле о расследовании имеются улики и факты, которые противоречат друг другу в плане причин крушения вертолета.

## Серия видеоигр «Colin McRae Rally»
Colin McRae Rally — серия компьютерных игр в жанре симулятора ралли. Разработчиком и издателем являлась компания Codemasters. Начиная с 1998 года игры серии выходили на платформах PC (Windows), Playstation, Playstation 2, Playstation 3, PlayStation Portable, Game Boy Advance, Xbox, Xbox 360, Nokia N-Gage, iOS. Серия получила своё название в честь Макрея, который содействовал разработчикам в создании некоторых игр серии.
Последней игрой, носящей имя Макрея, стала Colin McRae: DiRT 2. После релиза игры контракт Codemasters с семьёй Макрея был расторгнут, и после смерти автогонщика игры под этим названием больше не выпускаются.
В 2019 году стало доступно дополнение к недавно вышедшему на тот момент раллийному симулятору Dirt Rally 2.0, которое отображает часть спортивной карьеры легендарного Колина Макрея.

## Победы в чемпионате мира по ралли
Макрей побеждал на 11 разных ралли.
| №  | Этап                     | Год  | Штурман      | Автомобиль         |
| -- | ------------------------ | ---- | ------------ | ------------------ |
| 1  | Ралли Новой Зеландии     | 1993 | Дерек Рингер | Subaru Legacy RS   |
| 2  | Ралли Новой Зеландии (2) | 1994 | Дерек Рингер | Subaru Impreza 555 |
| 3  | Ралли Великобритании     | 1994 | Дерек Рингер | Subaru Impreza 555 |
| 4  | Ралли Новой Зеландии (3) | 1995 | Дерек Рингер | Subaru Impreza 555 |
| 5  | Ралли Великобритании (2) | 1995 | Дерек Рингер | Subaru Impreza 555 |
| 6  | Ралли Греции             | 1996 | Дерек Рингер | Subaru Impreza 555 |
| 7  | Ралли Сан-Ремо           | 1996 | Дерек Рингер | Subaru Impreza 555 |
| 8  | Ралли Испании            | 1996 | Дерек Рингер | Subaru Impreza 555 |
| 9  | Ралли Сафари             | 1997 | Ники Грист   | Subaru Impreza WRC |
| 10 | Ралли Корсики            | 1997 | Ники Грист   | Subaru Impreza WRC |
| 11 | Ралли Сан-Ремо (2)       | 1997 | Ники Грист   | Subaru Impreza WRC |
| 12 | Ралли Австралии          | 1997 | Ники Грист   | Subaru Impreza WRC |
| 13 | Ралли Великобритании (3) | 1997 | Ники Грист   | Subaru Impreza WRC |
| 14 | Ралли Португалии         | 1998 | Ники Грист   | Subaru Impreza WRC |
| 15 | Ралли Корсики (2)        | 1998 | Ники Грист   | Subaru Impreza WRC |
| 16 | Ралли Греции (2)         | 1998 | Ники Грист   | Subaru Impreza WRC |
| 17 | Ралли Сафари (2)         | 1999 | Ники Грист   | Ford Focus WRC     |
| 18 | Ралли Португалии (2)     | 1999 | Ники Грист   | Ford Focus WRC     |
| 19 | Ралли Испании (2)        | 2000 | Ники Грист   | Ford Focus WRC     |
| 20 | Ралли Греции (3)         | 2000 | Ники Грист   | Ford Focus WRC     |
| 21 | Ралли Аргентины          | 2001 | Ники Грист   | Ford Focus WRC     |
| 22 | Ралли Кипра              | 2001 | Ники Грист   | Ford Focus WRC     |
| 23 | Ралли Греции (4)         | 2001 | Ники Грист   | Ford Focus WRC     |
| 24 | Ралли Греции (5)         | 2002 | Ники Грист   | Ford Focus WRC     |
| 25 | Ралли Сафари (3)         | 2002 | Ники Грист   | Ford Focus WRC     |

## Результаты

### Статистика
Показатели, по которым Макрей был лучшим в сезоне (за исключением стартов и сходов), выделены зелёным цветом. Полужирным - лучшие лично для него.
| Сезон | Команда                     | Старты | Победы | Подиумы | СУ  | Лид. | Сходы | Очки | Место |
| ----- | --------------------------- | ------ | ------ | ------- | --- | ---- | ----- | ---- | ----- |
| 1992  | Subaru Rally Team Europe    | 5      | 0      | 1       | 24  | 5    | 1     | 34   | 8     |
| 1993  | 555 Subaru World Rally Team | 8      | 1      | 2       | 39  | 26   | 3     | 50   | 5     |
| 1994  | 555 Subaru World Rally Team | 8      | 2      | 2       | 52  | 75   | 3     | 49   | 4     |
| 1995  | 555 Subaru World Rally Team | 8      | 2      | 5       | 47  | 41   | 2     | 90   | 1     |
| 1996  | 555 Subaru World Rally Team | 9      | 3      | 4       | 46  | 54   | 3     | 92   | 2     |
| 1997  | 555 Subaru World Rally Team | 14     | 5      | 6       | 78  | 78   | 6     | 62   | 2     |
| 1998  | 555 Subaru World Rally Team | 13     | 3      | 5       | 62  | 74   | 5     | 45   | 3     |
| 1999  | Ford Motor Co               | 14     | 2      | 2       | 25  | 35   | 10    | 23   | 6     |
| 2000  | Ford Motor Co               | 14     | 2      | 6       | 36  | 32   | 7     | 43   | 4     |
| 2001  | Ford Motor Co               | 14     | 3      | 5       | 35  | 55   | 5     | 42   | 2     |
| 2002  | Ford Motor Co               | 14     | 2      | 3       | 13  | 26   | 4     | 35   | 4     |
| 2003  | Citroën Total               | 14     | 0      | 1       | 8   | 0    | 3     | 45   | 7     |
| Всего | Всего                       | 146    | 25     | 42      | 476 | 503  | 58    | 626  |       |

### Чемпионат мира
В 1987-1991 годах Макрей выступал на отдельных этапах. Всего он принял участие в 8 этапах, из них дважды приехал в очках (5 место на Ралли Новой Зеландии 1988 и 6 место на Ралли Великобритании 1990) и четыре раза сошёл. В 2005-06 годах принял участие в трех гонках, дважды сошёл и приехал на седьмом месте на Ралли Великобритании 2005.
| Год  | Команда                     | Автомобиль            | 1        | 2        | 3        | 4        | 5        | 6        | 7        | 8        | 9        | 10       | 11       | 12       | 13       | 14       | Место | Очки |
| ---- | --------------------------- | --------------------- | -------- | -------- | -------- | -------- | -------- | -------- | -------- | -------- | -------- | -------- | -------- | -------- | -------- | -------- | ----- | ---- |
| 1992 | Subaru Rally Team Europe    | Subaru Legacy RS      |          | ШВЕ 2    |          |          |          | ГРЕ 4    | НЗЛ Сход |          | ФИН 8    |          |          |          |          | ВЕЛ 6    | 8     | 34   |
| 1993 | 555 Subaru World Rally Team | Subaru Legacy RS+SL   |          | ШВЕ 3    | ПОР 7    | КЕН Сход | ФРА 5    | ГРЕ Сход |          | НЗЛ 1    |          | АВС 6    |          |          | ВЕЛ Сход |          | 5     | 50   |
| 1994 | 555 Subaru World Rally Team | Subaru Impreza 555    | МОН 10   | ПОР Сход |          | ФРА Сход | ГРЕ ДСК  | АРГ Сход | НЗЛ 1    |          | ИТА 5    | ВЕЛ 1    |          |          |          |          | 4     | 49   |
| 1995 | 555 Subaru World Rally Team | Subaru Impreza 555    | МОН Сход | ШВЕ Сход | ПОР 3    | ФРА 5    | НЗЛ 1    | АВС 2    | ИСП 2    | ВЕЛ 1    |          |          |          |          |          |          | 1     | 90   |
| 1996 | 555 Subaru World Rally Team | Subaru Impreza 555    | ШВЕ 3    | КЕН 4    | ИНД Сход | ГРЕ 1    | АРГ Сход | ФИН Сход | АВС 4    | ИТА 1    | ИСП 1    |          |          |          |          |          | 2     | 92   |
| 1997 | 555 Subaru World Rally Team | Subaru Impreza WRC 97 | МОН Сход | ШВЕ 4    | КЕН 1    | ПОР Сход | ИСП 4    | ФРА 1    | АРГ 2    | ГРЕ Сход | НЗЛ Сход | ФИН Сход | ИНД Сход | ИТА 1    | АВС 1    | ВЕЛ 1    | 2     | 62   |
| 1998 | 555 Subaru World Rally Team | Subaru Impreza WRC 98 | МОН 3    | ШВЕ Сход | КЕН Сход | ПОР 1    | ИСП Сход | ФРА 1    | АРГ 5    | ГРЕ 1    | НЗЛ 5    | ФИН Сход | ИТА 3    | АВС 4    | ВЕЛ Сход |          | 3     | 45   |
| 1999 | Ford Motor Co               | Ford Focus WRC        | МОН ДСК  | ШВЕ Сход | КЕН 1    | ПОР 1    | ИСП Сход | ФРА 4    | АРГ Сход | ГРЕ Сход | НЗЛ Сход | ФИН Сход | КИТ Сход | ИТА Сход | АВС Сход | ВЕЛ Сход | 6     | 23   |
| 2000 | Ford Motor Co               | Ford Focus RS WRC 00  | МОН Сход | ШВЕ 3    | КЕН Сход | ПОР Сход | ИСП 1    | АРГ Сход | ГРЕ 1    | НЗЛ 2    | ФИН 2    | КИП 2    | ФРА Сход | ИТА 6    | АВС Сход | ВЕЛ Сход | 4     | 43   |
| 2001 | Ford Motor Co               | Ford Focus RS WRC 01  | МОН Сход | ШВЕ 9    | ПОР Сход | ИСП Сход | АРГ 1    | КИП 1    | ГРЕ 1    | КЕН Сход | ФИН 3    | НЗЛ 2    | ИТА 8    | ФРА 11   | АВС 5    | ВЕЛ Сход | 2     | 42   |
| 2002 | Ford Motor Co               | Ford Focus RS WRC 02  | МОН 4    | ШВЕ 6    | ФРА Сход | ИСП 6    | КИП 6    | АРГ 3    | ГРЕ 1    | КЕН 1    | ФИН Сход | ГЕР 4    | ИТА 8    | НЗЛ Сход | АВС Сход | ВЕЛ 5    | 4     | 35   |
| 2003 | Citroën Total               | Citroën Xsara WRC     | МОН 2    | ШВЕ 5    | ТУР 4    | НЗЛ Сход | АРГ Сход | ГРЕ 8    | КИП 4    | ГЕР 4    | ФИН Сход | АВС 4    | ИТА 6    | ФРА 5    | ИСП 9    | ВЕЛ 4    | 7     | 45   |

### 24 часа Ле-Мана
| Год  | Команда  | Напарники                   | Автомобиль                | Класс | Круги | Место | Поз.кл. |
| ---- | -------- | --------------------------- | ------------------------- | ----- | ----- | ----- | ------- |
| 2004 | Prodrive | Даррен Тёрнер Рикард Рюделл | Ferrari 550-GTS Maranello | GTS   | 329   | 9     | 3       |